# Ірит
Ірит — запалення райдужної оболонки ока, форма переднього увеїту.
Коли запальний процес поширюється на циліарне тіло, розвивається іридоцикліт.

## Класифікація
Розрізняють два основних типи перебігу захворювання: гострий і хронічний ірит.
Гострий ірит відносно добре піддається лікуванню.
Хронічний ірит може протікати протягом декількох місяців або років, перш ніж настає одужання. Хронічний ірит погано реагує на лікування, а також може перейти в гострий ірит. Хронічний ірит ока також супроводжується більш високим ризиком для серйозного порушення зору.

## Клінічні ознаки
- Біль в очному яблуку і в навколоочній ділянці
- Світлобоязнь
- Знижується реакція зіниці на світло
- Вуаль чи хмари перед очима
- Почервоніння ока, особливо поблизу з райдужної оболонки
- Набряк, зміна кольору райдужки (порівнюють з іншим оком, при цьому виключають гетерохромію)
- В передній камері ока виявляються лейкоцити (маленькі білі крапки в полі зору) і білок (сірий або майже білий туман)
- Спайки райдужної оболонки з кришталиком чи рогівкою
- Гіфема

## Причини
Фізична травма ока.
Запальні і автоімунні захворювання:
- Хвороба Бехтєрєва та інші HLA-B27 розлади
- Іридоцикліт та інші форми увеїтів.
- Ревматоїдний артрит
- Хвороба Бехчета
- Хвороба Крона
- Дифузний токсичний зоб
- Системний червоний вовчак
- Реактивний артрит
- Хронічний псоріаз
- Псоріатичний артрит
- Саркоїдоз
- Склеродермія
- Виразковий коліт
- Подагра

Інфекційні захворювання:
- Туберкульоз
- Хвороба Лайма
- Сифіліс
- Токсоплазмоз
- Токсокароз
- Герпес простий
- Оперізуючий герпес

Онкозахворювання:
- Лейкемія
- Лімфома
- Меланома

Ірит, як правило, є вторинним захворюванням, іноді виступає єдиним симптомом соматичного захворювання.

## Ускладнення
- Катаракта
- Глаукома
- Кальцифікація рогівки
- Задній увеїт
- Сліпота
- Кератопатія
- Набряк жовтої плями

## Лікування
- Очні краплі глюкокортикоїдів (наприклад преднізолону)
- Мідріатики (для запобігання утворення спайок з кришталиком)
- Очні краплі для зниження внутрішньоочного тиску (наприклад бримонідин тартрат)
- Пероральні глюкокортикоїди
- Субкон'юнктивальні ін'єкції глюкокортикоїдів
- Імуносупресивна терапія (наприклад метотрексат) при хронічному іриті